# ヘクター・ザビエル・モンセガー
ヘクター・ザビエル・モンセガー（Hector Xavier Monsegur、1983年 - ）は、Sabu（サブゥ、Sə'buː, Sæ'buː）の別名で知られるアメリカ合衆国のクラッカー（ハッカー）である。ハッカー集団ラルズセックを共同で設立した。
最高で懲役124年となるサイバー犯罪で逮捕された後、司法取引でFBIの情報提供者となり、ラルズセックや関連グループに所属するハッカーを特定するためにFBIと10ヶ月以上協力した。ラルズセックは、ニューズ・コーポレーション、ストラトフォー、イギリスとアメリカの法執行機関、アイルランドの政党・フィナ・ゲールなどの組織にサイバー攻撃を行っていた。
Sabuは同グループの公開IRCの中で目立って活動しており、逮捕されたラルズセックのメンバーのトピアリーの解放を求める運動を支持していた。『エコノミスト』紙は、彼がラルズセックの6人のコアメンバーのうちの1人であり、「最も専門的な」ハッカーであると述べている。
日本では「ヘクター・モンセガー」として報道される事がほとんどだが、「ヘクターザビアー・マーンセガー」と音訳される事もまれにある。Sabuは、アメリカ政府が扱う情報の分類のうちの「機微であるが非分類」(Sensitive But Unclassified)の略称"SBU"に由来する。

## 人物特定
2011年3月11日にBacktrace Securityによって、"Namshub"という名前のPDF出版物の中で、Sabuは「ヘクター・モンセガー」であると特定された。
2011年6月25日、Pastebinに、Sabuはヘクター・ザビエル・モンセガー(Hector Xavier Monsegur)というプエルトリコ出身の男性であると主張する匿名の投稿があった。
逮捕された時、モンセガーは28歳の無職で、服役中の叔母の子供である、いとこ2人の里親をしていた。彼はワシントン・アービング高校に通っていたが、卒業はしていなかった。彼は、ニューヨークのリーイス・ハウスにある亡き祖母のアパートで暮らしていた。

## 逮捕とFBIの情報提供者としての活動
2012年3月6日、ジャナ・ウィンターが執筆しFoxNews.comで公開された一連の記事の中で、Sabuはヘクター・ザビエル・モンセガーであることが明らかになった。
連邦捜査官は2011年6月7日にモンセガーを逮捕した。翌日、モンセガーは、"Sabu"としての活動をしたままFBIの情報提供者となることに同意した。ジェームズ・パストーレ連邦検事補は2011年8月5日の秘密保釈公聴会で、「文字通り逮捕された日から被告は積極的に政府に協力していた」「時には徹夜で共謀者と会話をして、政府が彼らに不利な事件を作るのを手伝っていた」と語った。その保釈公聴会の数日後、モンセガーは、コンピューターハッキングに従事する共謀、詐欺を目的としたコンピューターハッキング、アクセス機器詐欺の共謀、銀行詐欺の共謀、加重ID窃盗など12件の刑事告訴に対して罪状を認めた。これらの罪状に対する処罰は、最高で懲役124年となる。
情報提供者として、モンセガーはFBIに詳細を提供し、これによりアノニマス、ラルズセック、アンチセックに関連する他の5人のハッカーの逮捕が可能となった。FBIは、ハッキングを行わせるための独自のサーバを提供した。モンセガーが提供した情報は、2人のイギリスのハッカー、James JefferyとRyan Clearyの逮捕にもつながった。
FBIはモンセガーを使って、セキュア通信ソフトクリプトキャットの作者、ナディム・コベイシを陥れようとしたが、成功しなかった。
モンセガーは2012年3月6日まで逮捕前と同じ素振りを維持し、最後の最後まで連邦政府への「反対」のツイートをしていた。最終日のツイートには、「連邦政府は今この瞬間、令状なしで我々の生活を捜索している。裁判官の承認なしに。これは変えなければならない。今直ぐに。」「連邦政府はクソ臆病者の集まりによって運営されている。彼らに屈するな。反撃しろ。強くあり続けろ。」と呼びかけた。
2012年3月6日、FBIはイギリスから2人、アイルランドから2人、アメリカから1人の計5人の容疑者の逮捕を発表した。
Sabuは、アノニマスと明示的につながっているわけではない。しかし、このようなハッカー集団のメンバーがどの程度重複しているのかは不明である。アノニマスは、Sabuのマスク解除とラルズセックの裏切りにTwitterで反応し、「アノニマスはヒドラだ。頭を1つ切り落とせば、後に2つ生えてくる」と述べた。
『ニューヨーク・マガジン』のスティーブ・フィッシュマンは、「インターネット上では、モンセガーは今や悪者扱いされている。ジェイコブ・リエスによれば、それは違っていた。彼を知っている人たちはショックを受けた。彼らは、彼は常に「他人に対して敬意を持っていた」と言った。しかし、彼らは少し誇りにも思っていた。彼らの目には、彼はプロジェクトで一定の成功を収めた子供のように映っていた。彼はやっと外に出てきたんだ」と語った。
2014年5月下旬に検察官が作成した法廷提出書類によると、モンセガーは逮捕後の2011年からの3年間で、NASAや米軍、メディア企業への計画的な攻撃を含む300件のサイバー攻撃を阻止していたことが明らかになった。提出された書類の中の判決メモには、「モンセガーの一貫した裏付けのある過去の情報は、彼の実質的・積極的な協力とこの事件で得られた他の証拠と相まって、逮捕時にFBIのサイバー犯罪の標的として世界第1位だったジェレミー・ハモンドを含む8人の主要な共犯者の特定、起訴、有罪判決に直接貢献した」と書かれている。
モンセガーは逮捕後に7ヶ月間勾留され、2012年12月に保釈されていた。2014年5月27日の判決では、FBIに協力したことで大幅に減刑され、勾留期間をもって禁錮7ヶ月の服役を終えたものとみなされた。